# Feaella indica
Espèce
Feaella indica est une espèce de pseudoscorpions de la famille des Feaellidae.

## Distribution
Cette espèce se rencontre en Inde, au Bangladesh et au Sri Lanka.

## Étymologie
Son nom d'espèce lui a été donné en référence au lieu de sa découverte, l'Inde.

## Publication originale
- Chamberlin, 1931 : The arachnid order Chelonethida. Stanford University Publications, Biological Sciences, vol. 7, no 1, p. 1-284.